# Oratorio di San Giovanni Battista (Monteforte d'Alpone)
L'Oratorio di San Giovanni Battista è una chiesa sussidiaria ubicata a Costalunga, frazione del Comune di Monteforte d’Alpone; fa parte del vicariato di San Bonifacio-Montecchia di Crosara, più precisamente dell'Unità Pastorale Alpone.

## Storia
L’Oratorio, affiancato dalla sacrestia, si trova lungo la strada, ad ovest del muro di cinta della villa Buri-Portalupi-Spinola-Tessari. Fu voluto dalla famiglia veronese Buri (o Burri), i quali domandarono nel 1725 alla Curia vicentina di costruire un oratorio privato, con accesso sulla strada pubblica, in quanto la loro abitazione era lontana dalla chiesa parrocchiale di Costalunga e d’inverno la strada non era in buone condizioni.

Il permesso fu accordato e il luogo di culto fu inaugurato l’11 novembre di quell’anno, con il Vicario Generale della Diocesi vicentina a visitarlo personalmente.
L’unica persona sepolta all’interno dell’oratorio, nel muro laterale all’altare è Danese Luigi Buri, un bambino di due mesi, figlio del conte Luigi.
Nel 2000 è stato restaurato da Giovanna Portinari.

## Descrizione

### La facciata
La facciata a capanna, rivolta a sud, presenta un portale con il timpano spezzato. Ai lati due finestre rettangolari, mentre in alto è presente un frontone triangolare con un piccolo oculo e al vertice una croce in ferro battuto.

### L’interno
L’interno è un’aula unica, con notevole sviluppo in altezza, pareti con stucchi e pavimento in cotto. 
Ai lati della porta sono presenti due acquasantiere in rosso ammonitico, a suo tempo sostenute da pilastri ed oggi inserite nel muro.
La zona presbiteriale, un tutt’uno con l’aula, distinta solamente per il piano rialzato di un gradino, presenta l’unico altare con due colonne in marmo, scolpite, che sorreggono la mensa. Sopra di questa, in una teca lignea, vi sono le reliquie di Santa Veneranda. Il tutto è sovrastato da una cornice con festoni floreali e sorretta da due angeli, mentre in alto vi è una coppia di putti alati. La pala al suo interno è attribuita alla scuola di Giovanni Antonio De Pieri e raffigura il Battesimo di Gesù. Sotto la cornice, infisso nel muro, un medaglione in finto bronzo raffigura la testa di San Giovanni Battista, titolare del luogo di culto.
Ai lati dell’altare due porte con cornici elaborate, sovrastate da ovali color bronzo con due personaggi non identificati (un uomo e una donna appartenente all’Ordine di Malta. Entrambe sono sovrastate da due finestre con grate lignee che permettevano di assistere senza essere visti alla celebrazione eucaristica salendo sul soppalco della sacrestia.
Nel 1946, su commissione dei fratelli Attilio e Virgilio Tessari, il pittore montefortiano Alessandro Zenatello, già autore di decorazioni interne ed esterne alla villa, seguì alcuni dipinti a tempera, come l'Agnus Dei e i Quattro Evangelisti sul soffitto, l'Annunciazione sulla parete destra, la Samaritana al pozzo su quella sinistra e in controfacciata San Giovanni Bosco mentre benedice alcuni ragazzi, di cui uno gli bacia lavoro. Tutti questi lavori si rifanno a lavori eseguiti dall’artista in chiese veronesi e vicentine.

## Campanile e campana
Sul tetto è presente il campanile a vela con campana senza iscrizioni e immagini, che sembra sia quella originale.